# 1500
سنة 1500 هي سنة كبيسة بدأت يوم الأربعاء

## الأحداث
- تأسيس مدينة بريغنز وتقع حاليا في النمسا.

## مواليد
- 24 فبراير - كارلوس الخامس، إمبراطور الإمبراطورية الرومانية المقدسة.
- 12 مارس - ريجينالد بول، كبير أساقفة كانتربيري.

## وفيات
- محمد بن عبد الرحمن الإيجي